# Dicrostonyx vinogradovi
Dicrostonyx vinogradovi је врста леминга.

## Распрострањење
Ареал врсте је ограничен на једну државу, Русију.

## Станиште
Станиште ове врсте су речни екосистеми.

## Угроженост
Подаци о распрострањености ове врсте су недовољни.